# E231 (trasa europejska)
E231 – trasa europejska biegnąca przez Holandię. Zaliczana do tras kategorii B droga łączy Amsterdam z Amersfoort. Jej długość wynosi 54 km.